# Valkkoog
Valkkoog is een dorp in de gemeente Schagen, in de Nederlandse provincie Noord-Holland. Het dorp kende in 2005 ongeveer 162 inwoners.
De kern van het dorp Valkkoog bestaat uit een handvol aaneengegroeide terpen, die vermoedelijk uit de 8e, 9e of 10e eeuw dateren. De kerk stond op een afzonderlijke terp, met een paar kleinere huisjes. De terpen maakten deel uit van een nederzetting rond een vroonhof van de Abdij van Egmond, die in de 10e eeuw bekend stond als villa scagha. De hele nederzetting bestond toen uit zes hoeven. Het latere dorp Schagen ontleent zijn naam aan het vroonhof. 
Het huidige dorp achter de Valkkogerdijk of Schagerdam, die kort voor 1250 is aangelegd, maar daarna meermalen naar binnen is verlegd. Deze dijk is ouder dan de Westfriese Omringdijk, die in 1320 werd voltooid en waarvan de Schagerdam (onder de naam Vriezendijk) deel ging uitmaken. De dijk wordt vermeld in een akte van abt Lubbert II van de abdij van Egmond. Het dorp lag vermoedelijk bij een spuisluis naar de kwelders, waar later de polder Burghorn (1456) zou ontstaan. 
Het dorp wordt in 1319 vermeld als Valkencoech, een naam die bestaat uit de persoonsnaam Valk- met de uitgang -koog ('land aan water, buitendijks land').
De polder Valkkoog werd bemalen door diverse poldermolens. Hiervan resteert alleen nog molen De Groenvelder. In 1870 waren er rond Valkkoog nog vijf wielen (voormalige dijkdoorbraken).
In 1871 kreeg het dorp een nieuwe school annex schoolmeesterwoning. De school sloot in 1934 zijn deuren wegens gebrek aan leerlingen en is in 1987 gesloopt.

## Bezienswaardigheid
De hervormde kerk van Valkkoog - gewijd aan Sint Geertruijt - dateert uit de 16e eeuw en is gebouwd in laatgotische stijl. De bakstenen dateren van een voorgangerkerk. In het kerkje staat een opvallend orgel uit 1871 van de gebr. Adema uit Amsterdam, en bevindt zich een Tiengebodenbord uit 1855. In 1874 werd de huidige pastorie gebouwd. Om de kerk en het orgel te onderhouden worden in de kerk regelmatig concerten en trouwerijen georganiseerd. 
- Lijst van rijksmonumenten in Valkkoog

## Literatuur

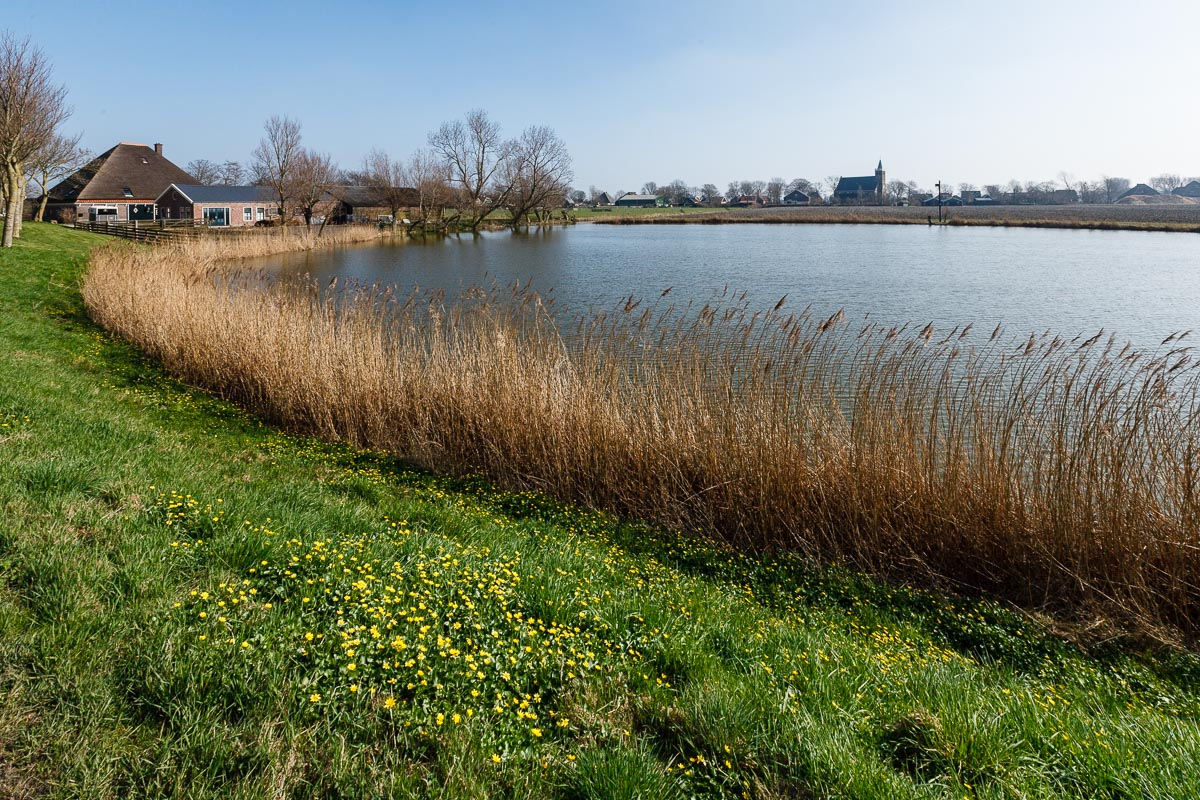
Valkkoog vanaf de ringdijk

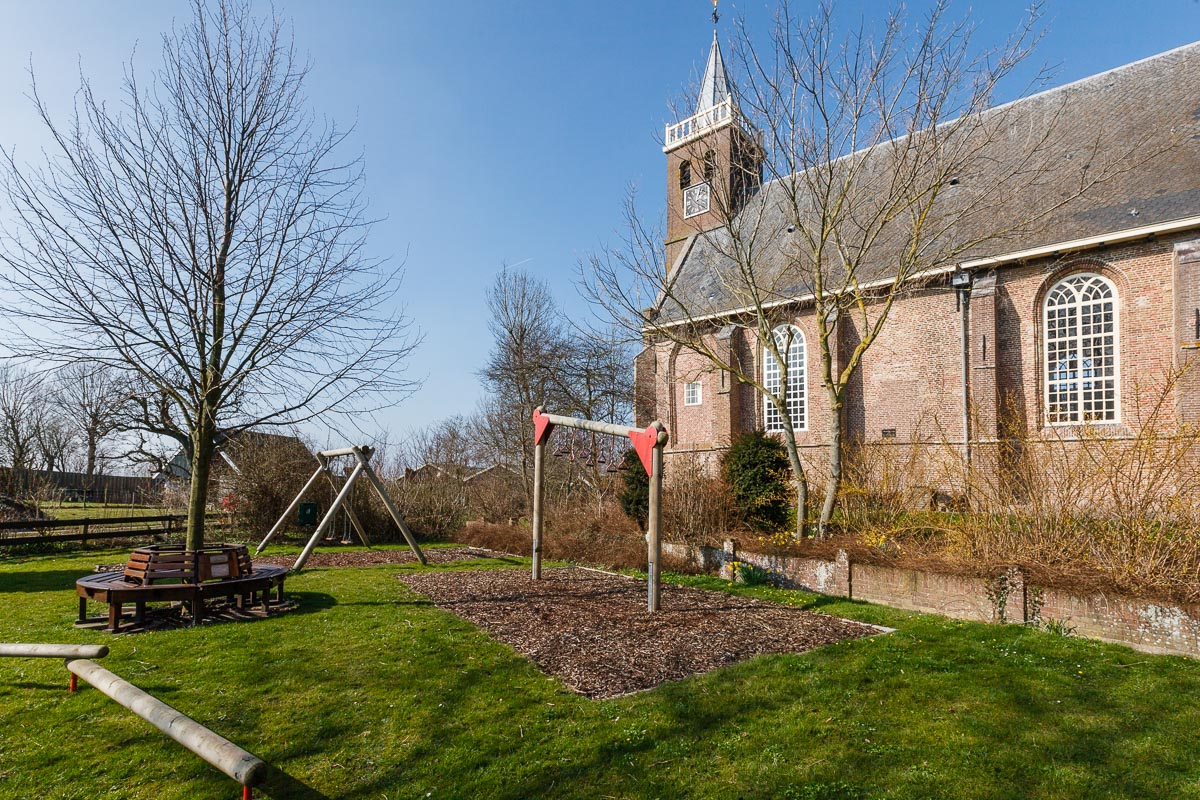
Voormalige kerk van Valkkoog

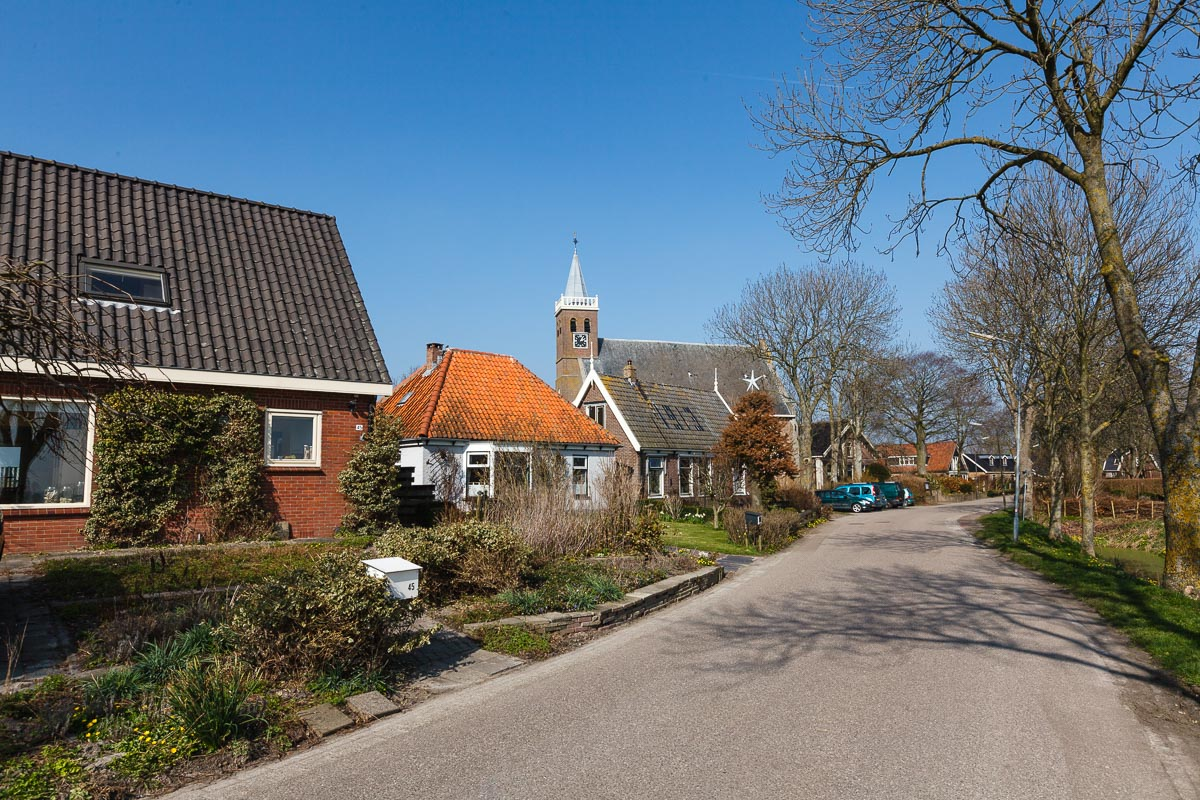
Valkkoog, dorpsstraat

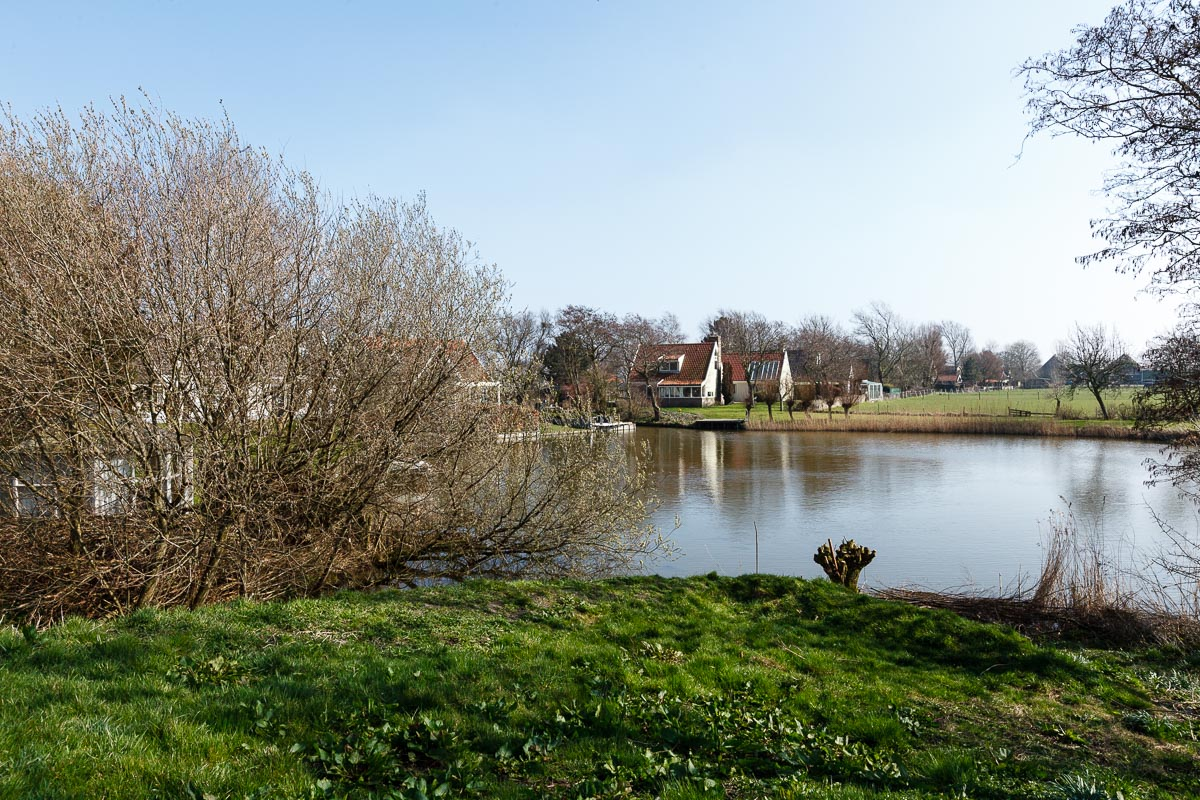
Valkkoog, buitengebied